# Studînka, Novhorod-Siverskîi
Studînka (în ucraineană Студинка) este un sat în comuna Obiednane din raionul Novhorod-Siverskîi, regiunea Cernihiv, Ucraina.

## Demografie
Componența lingvistică a localității Studînka
     Ucraineană (98,81%)
     Alte limbi (1,19%)
Conform recensământului din 2001, majoritatea populației localității Studînka era vorbitoare de ucraineană (98,81%), existând în minoritate și vorbitori de alte limbi.